# Taphrina polystichi
Taphrina polystichi är en svampart som beskrevs av Mix 1938. Taphrina polystichi ingår i släktet Taphrina och familjen häxkvastsvampar.   Inga underarter finns listade i Catalogue of Life.